# Fortsættelse følger
Fortsættelse følger er en dansk miniserie på tre afsnit fra 1977, der er skrevet af Sten Kaalø og Johannes Møllehave. Den er instrueret af Palle Wolfsberg og har blandt andre Waage Sandø og Lane Lind i hovedrollerne.

## Medvirkende
- Waage Sandø som Anders
- Lane Lind som Kirsten
- Maria Grau Nielsen som Gitte
- Claus Nissen som Ole
- Else Benedikte Madsen som Gyda
- Karl Wagner som Herbert
- Willy Rathnov som Robert
- Hanne Borchsenius som Susanne
- Jannie Faurschou som Birgitte
- Pernille Hansen som Charlotte
- Baard Owe som Hugo
- Troels II Munk som Bjørn
- Geert Vindahl som Preben
- Dick Kaysø som Ernst
- Merete Axelberg som Laila
- Carsten Hein som Carsten
- Eik Koch som patient
- Benny Bundgaard som tjener
- Lise Thomsen som kontordame
- Inger Gleerup som kontordame